# Vila Chiericati
Villa Chiericati (znana tudi kot Villa Chiericati-Rigo) je vila v Vancimugliu v Benečiji v severni Italiji. Za Giovannija Chiericatija jo je zasnoval arhitekt Andrea Palladio v zgodnjih 1550-ih letih.
Palladio je zasnoval tudi družinsko meščansko hišo Palazzo Chiericati v Vicenzi.
Leta 1996 je UNESCO vilo uvrstil na seznam svetovne dediščine Mesto Vicenza in Palladijeve vile v Benečiji.

## Arhitektura
Vila je kvadratna. Iz njenega glavnega pročelja štrli portik. (To je bilo prvič, da je bil tempelj pronaos vključen v zasnovo vile). Glavni prostori so zgrajeni na piano nobile nad polkletjo. Zgornje nadstropje je zelo drugotnega pomena. Zasnova vile naj bi bila prototip za Palladijeva kasnejša dela v vili Rotonda in vili Malcontenta.
Dela na vili so se ustavila po smrti Palladijeve stranke. Končno je bila dokončana šele po tem, ko jo je leta 1574 kupil Ludovico Porto. Leta 1584 je najel arhitekta Domenica Groppina, ki je sodeloval s Palladijem pri drugih projektih, da dokonča vilo.
Obstaja nekaj razprav o obsegu, v katerem je Groppino vplival na morebitno zasnovo stavbe. Medtem ko je portik nedvomno delo samega Palladia, je položaj oken v nasprotju z arhitektovim lastnim nasvetom v I quattro libri dell'architettura, kjer svari pred nameščanjem oken blizu vogala stavbe, da ne bi oslabili strukture. (vila tu dejansko razkriva znake poselitve).
- Tloris (risba Ottavio Bertotti Scamozzi, 1781))
- Prerez (risba Ottavia Bertottija Scamozzija, 1781))